# Košarkaški klub Novi Sad
Il Košarkaški klub Novi Sad è stata una società cestistica avente sede a Novi Sad, in Serbia.
Fondata nel 1985, nel 2011 si fuse con il Vojvodina Srbijagas.
Disputava il campionato serbo.